# Budza (Podgorica)
Pour les articles homonymes, voir Budza.
Budza (en serbe cyrillique: Будза; en albanais : Budzë) est un village de l'est du Monténégro, dans la municipalité de Podgorica.

## Démographie

### Évolution historique de la population
| 1948 | 1953 | 1961 | 1971 | 1981 | 1991 | 2003 |
| ---- | ---- | ---- | ---- | ---- | ---- | ---- |
| 120  | 129  | 119  | 148  | 161  | 89   | 37   |